# Distrito de Soanierana Ivongo
Soanierana Ivongo es un distrito de la región de Analanjirofo, en la isla de Madagascar, con una población estimada en julio de 2014 de 139 473 habitantes.
Se encuentra ubicado junto a la costa nororiental de la isla, cerca de la Reserva Ambatovaky.